# Холетрия
Холѐтрия (на гръцки: Χολέτρια) е село в Кипър, окръг Пафос. Според статистическата служба на Република Кипър през 2001 г. селото има 204 жители.
Намира се на 10 км северно от Куклия.